# Prodidomus rollasoni
Espèce
Prodidomus rollasoni est une espèce d'araignées aranéomorphes de la famille des Prodidomidae.

## Distribution
Cette espèce est endémique de Cyrénaïque en Libye. Elle se rencontre dans l'Al Jabal al Akhdar vers le Wadi al-Kuf.

## Description
La femelle holotype mesure 4,85 mm.

## Systématique et taxinomie
Cette espèce a été décrite par Cooke en 1964.

## Étymologie
Cette espèce est nommée en l'honneur de G. Rollason.

## Publication originale
- Cooke, 1964 : « A revisionary study of some spiders of the rare family Prodidomidae. » Proceedings of the Zoological Society of London, vol. 142, no 2, p. 257-305.